# 阿尔塔薛西斯三世
阿尔塔薛西斯三世，又譯亞他薛西斯三世（古波斯楔形文字：𐎠𐎼𐎫𐎧𐏁𐏂𐎠 Artaxšaça；前425年—前338年），波斯阿契美尼德王朝国王（前358年至前338年在位）。他继承了其父阿尔塔薛西斯二世的王位。即位后，他为了防止内乱，杀死了几乎所有的王族。前343年，他击败了埃及法老王内克塔内布二世，重新建立了波斯对埃及的统治。前338年，他被宦官巴戈阿斯杀害。

## 第一次埃及战役
公元前351年左右，针对在他的父亲阿尔塔薛西斯三世时期叛乱独立的埃及，阿尔塔薛西斯筹划了一场收复战争。与此同时，在小亚细亚爆发了一场由底比斯支持的叛乱，情况变得很严重。在征召了大量军队之后，波斯人开赴埃及，同内克塔内布二世领导的埃及作战。在同埃及法老交战的一年后，内克塔内布在希腊佣兵Diophantus以及Lamius的支持下，痛击了波斯人的入侵。阿尔塔薛西斯被迫撤退，只能推迟了他重新征服埃及的计划。